# Хосе Еустасіо Рівера
Хосе Еустасіо Рівера Салас (ісп. José Eustasio Rivera Salas;19 лютого 1888 — 1 грудня 1928) — колумбійський юрист і поет, перш за все відомий як автор роману «Вихор».

## Життєпис
Його батьком був Еустасіо Рівера Ескобар, матір'ю — Каталіна Салас. Хосе був першим сином, і п'ятим з одинадцяти дітей, вісім з яких дожили до зрілого віку.

Незважаючи на мізерні кошти сім'ї, він отримав освіту в католицькій школі завдяки допомозі родичів і його власним старанням. Він відвідував школу Санта-Лібрадо в Нейві і Сан-Луїс-Гонзага в Еліас. У 1906 році отримав грант на навчання в середній школі в м. Богота. У 1909, після закінчення навчання, переїхав в Ібаге, де став працювати шкільним наглядачем. У 1912 році він вступив на факультет Права і Політичних наук Національного університету Колумбії, і закінчив його в професії юриста в 1917 році.
Після програшу на виборах в Сенат, він був призначений секретарем колумбійсько-венесуельській прикордонної комісії для визначення кордонів з Венесуелою, завдяки чому отримав можливість подорожувати через джунглі, річки і гори, що дозволило йому скласти власне враження про речі, яким згодом буде присвячена його творчість. Розчарований недостатньою кількістю коштів, наданих йому урядом, він покинув комісію, і продовжив подорожі самостійно. Через деякий час він повернувся до комісії, але перед цим відвідав Бразилію, де познайомився з працями бразильських письменників того часу, зокрема — Евклідіса да Кунья́. У цей період він ближче познайомився з життям на рівнинах Колумбії і проблемами, пов'язаними з видобутком каучуку в джунглях Амазонки. Це питання буде займати центральне місце в його головній праці, романі «Вихор» (La vorágine, 1924), який нині прийнято вважати одним з найбільш важливих в історії латиноамериканської літератури.